# Ordine della Stella dell'amicizia tra i popoli
L'ordine della Stella dell'amicizia tra i popoli è stato una decorazione della Repubblica Democratica Tedesca.

## Storia
L'ordine è stato fondato il 20 agosto 1959 per premiare meriti nella promozione della comprensione e dell'amicizia tra i popoli.

## Classi
L'ordine disponeva delle seguenti classi di benemerenza:
- grande stella
- oro
- argento

| Nastri  |     |               |
| argento | oro | grande stella |

## Insegne
- Il nastro era per un terzo nero, per un terzo rosso e per un terzo giallo.